# Nils Erik Bæhrendtz
Nils Erik Bæhrendtz (uttal: 'bε:rənts), född 20 november 1916 i Stockholm, död 14 februari 2002 i Saltsjö-Boo, var en svensk radio- och TV-man. Han var på 1950- och 1960-talen chef på Radiotjänst. Mest känd blev han kanske som programledare för Kvitt eller dubbelt.

## Biografi
Bæhrendtz blev 1944, under sin studietid, ordförande för Humanistiska föreningen vid högskolan. Han utexaminerades som filosofie doktor 1952 och utnämndes samma år till docent i litteraturhistoria vid Stockholms högskola.
Nils Erik Bæhrendtz började på dåvarande Radiotjänst 1951, där han var chef för radions talavdelning 1957–1958 och programdirektör för TV 1959–1968. Mest känd för svenska folket blev han som programledare för TV-programmet Kvitt eller dubbelt, som sändes första gången 1957.
Bæhrendtz var 1969–1982 chef för stiftelsen Skansen.
Han var sonson till Fabian Bæhrendtz och gift med Maj-Britt Bæhrendtz. Han är gravsatt i minneslunden på Nacka norra kyrkogård.